# Josef Fieger
Josef Fieger (* 7. August 1887 in Waldstetten bei Tauberbischofsheim; † 1. Juli 1961 in Lechenich) war ein deutscher Arzt.

## Leben

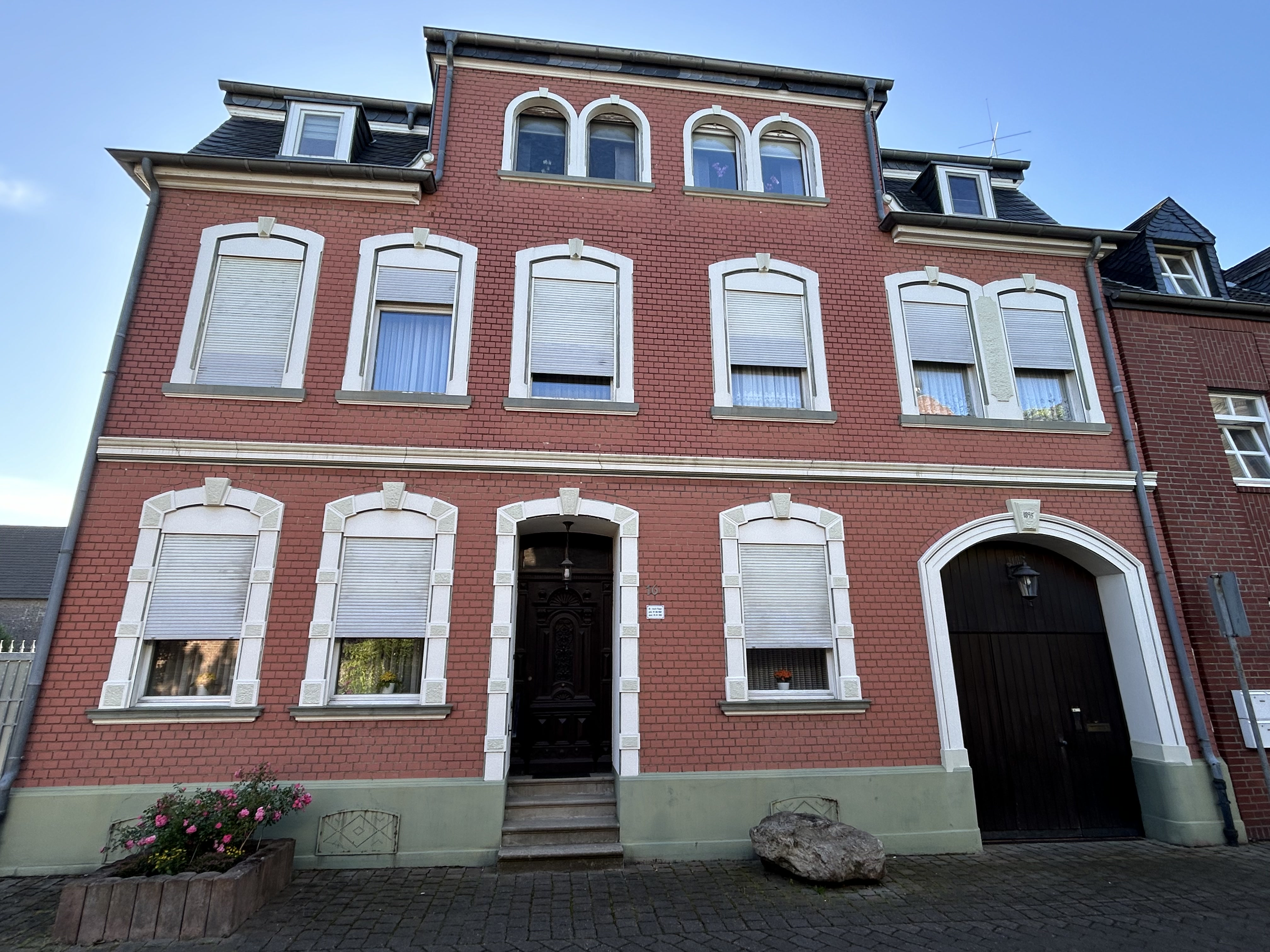
Wohn- und Praxishaus von Josef Fieger in Lechenich (Schloßstraße 16)

Josef Fieger, ältester Sohn einer katholischen Kaufmanns- und Landwirtsfamilie, studierte nach dem Abitur am Gymnasium in Tauberbischofsheim Medizin in Würzburg, Freiburg im Breisgau und Rostock (1910–1913). Nach seiner Staatsprüfung 1913 wurde er mit der Arbeit Über die Ausscheidung von Saponinen im Harn und ihre blutzersetzende Wirkung innerhalb des Organismus an der Universität Rostock zum Dr. med. promoviert. 1913/14 war er Hilfsarzt an der Universität Rostock.
Nach Kriegseinsatz im Ersten Weltkrieg betrieb er ab 1920 eine eigene Arztpraxis in Lechenich.
Fieger war bekannt für sein soziales und karitatives  Wirken in Lechenich. Er passte die Honorare an die Lebens- und Vermögensverhältnisse seiner Patienten an; „Bedürftige, Arbeitslose und Kinderreiche wurden kostenlos behandelt.“ Während der Zeit des Nationalsozialismus behandelte er weiterhin jüdische Patienten. Mit einem falschen ärztlichen Attest rettete er 1944 eine Halbjüdin vor der Überstellung in ein Konzentrationslager.
Er ließ unter anderem die später so genannten Dr.-Josef-Fieger-Häuser errichten. Er ist Namensgeber der Dr.-Josef-Fieger-Straße in Lechenich am Schulzentrum, das auf ehemaligen Fiegergrundstücken entstand. Posthum wurde 1965 aus nachgelassenem Vermögen die Dr.-Josef-Fieger-Stiftung errichtet.
Er war verheiratet mit Anna, geb. Rössler. Aus der Ehe ging der Sohn Franz Josef Fieger hervor. 